# Hammarstrand
Hammarstrand – miejscowość w Szwecji będąca siedzibą władz gminy Ragunda, najbardziej na wschód położonej gminy Jämtlandii. W 2005 zamieszkana przez 1061 mieszkańców. Miejscowość położona jest nad rzeką Indalsälven, na dnie dawnego jeziora Ragundasjön.

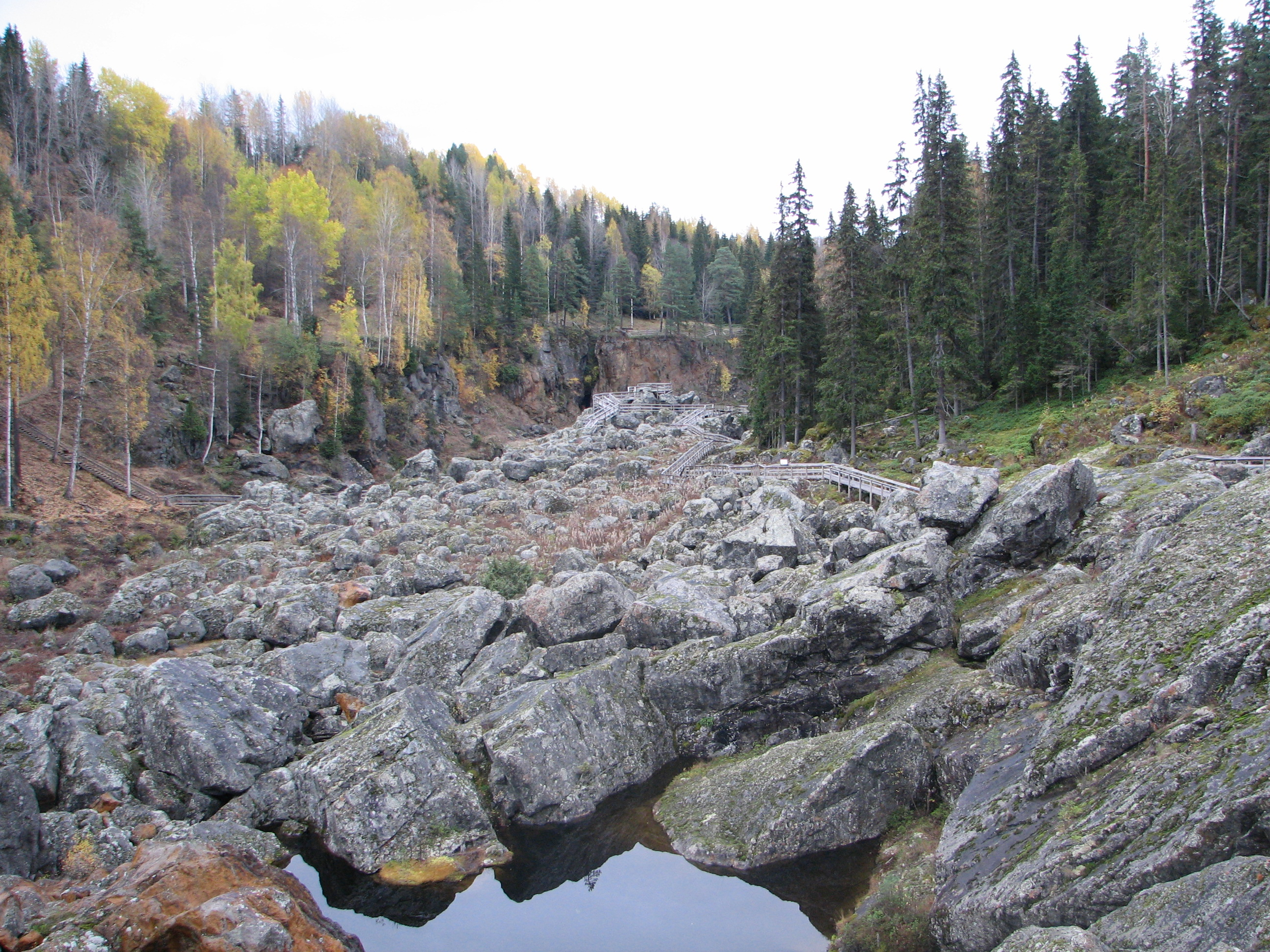
Martwy wodospad (Döda fallet)

## Historia
Jezioro, na którym obecnie znajduje się miasto, zostało całkowicie opróżnione jednej nocy z 6 na 7 czerwca 1796 roku przez Magnusa Hussa, który w celu spławiania drewna wykopał kanał omijający jeden z największych wówczas wodospadów Europy (33 m). Wodospad ten znajdował się na rzece Indalsälven i był naturalną zaporą tworzącą jezioro, ale uniemożliwiał spławianie drewna, ponieważ łamało się ono spadając z tej wysokości. Katastrofa spowodowana błędem technicznym konstruktora doprowadziła do powstania obszaru żyznych gleb na dnie dawnego jeziora, co z kolei umożliwiło rozwój rolnictwa w gminie.
Martwy wodospad (Döda fallet) jest atrakcją turystyczną gminy Ragunda. Inną atrakcją w tej gminie jest autentyczna tajska świątynia (Thailändskapaviljongen) wybudowana na pamiątkę pobytu w gminie Ragunda króla Tajlandii Chulalogkorna w 1897 roku.

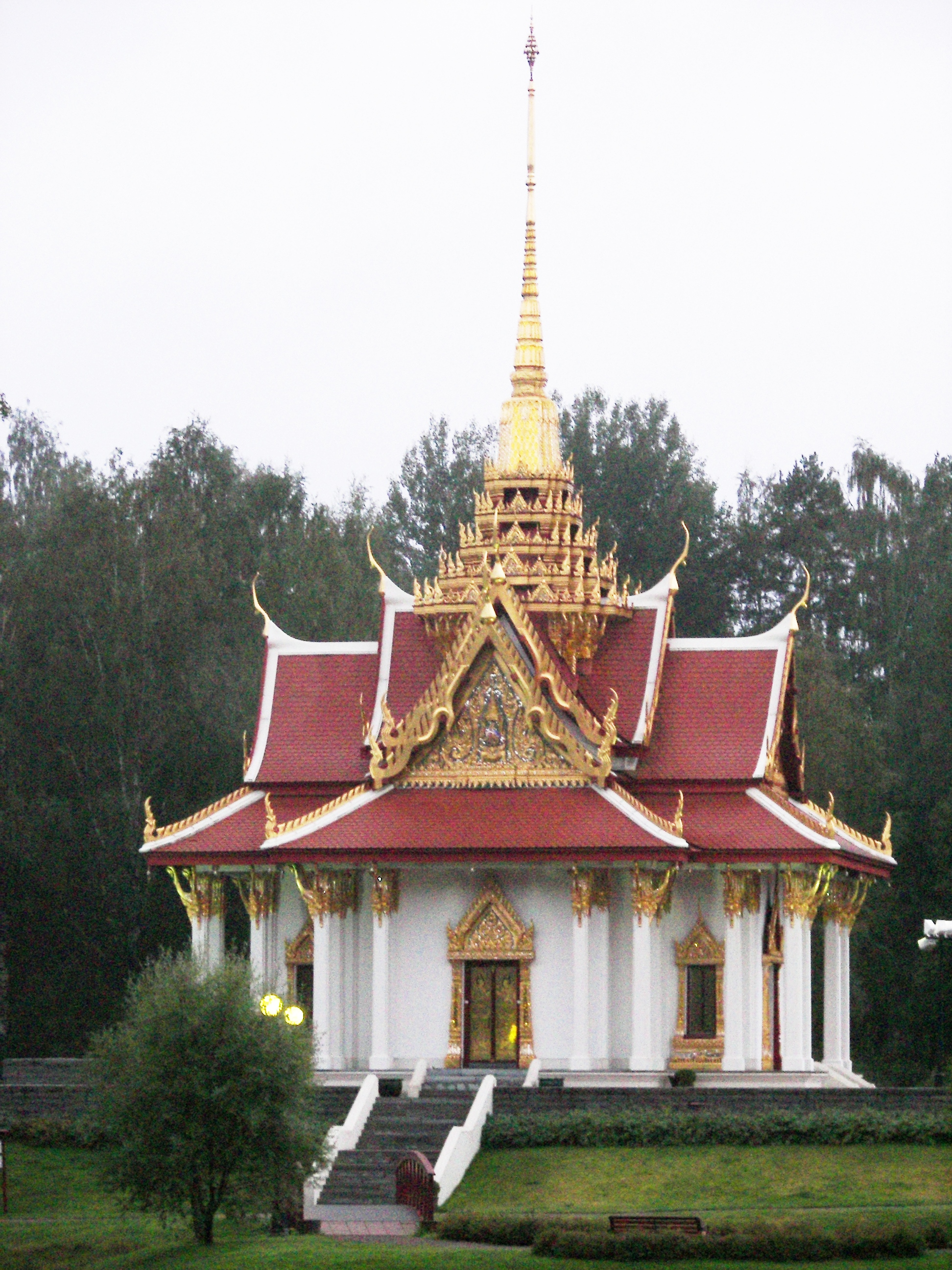
Tajska świątynia (Thailändskapaviljongen)

W Hammarstrand zobaczyć można również zbudowany z granitu nordycki kościółek z XIII wieku.
Znajduje się tu również oddana do użytku w 1928 roku elektrownia wodna Hammarforsen.
W XIX wieku, dzięki źródłom z wodą bogatą w żelazo Hammarstrand zyskało statut uzdrowiska z parkiem i sanatorium "Wärdshuset Wildhussen".
Od lat 60. do 80. XX w. Hammarstrand było głównym ośrodkiem bobslejowym i saneczkarskim Szwecji, w którym organizowano liczne mistrzostwa świata i Europy, jednak spadek zainteresowania bobslejami i saneczkarstwem spowodował zamknięcie tego naturalnego toru o długości 1045 m w roku 2001.

## Linki zewnętrzne

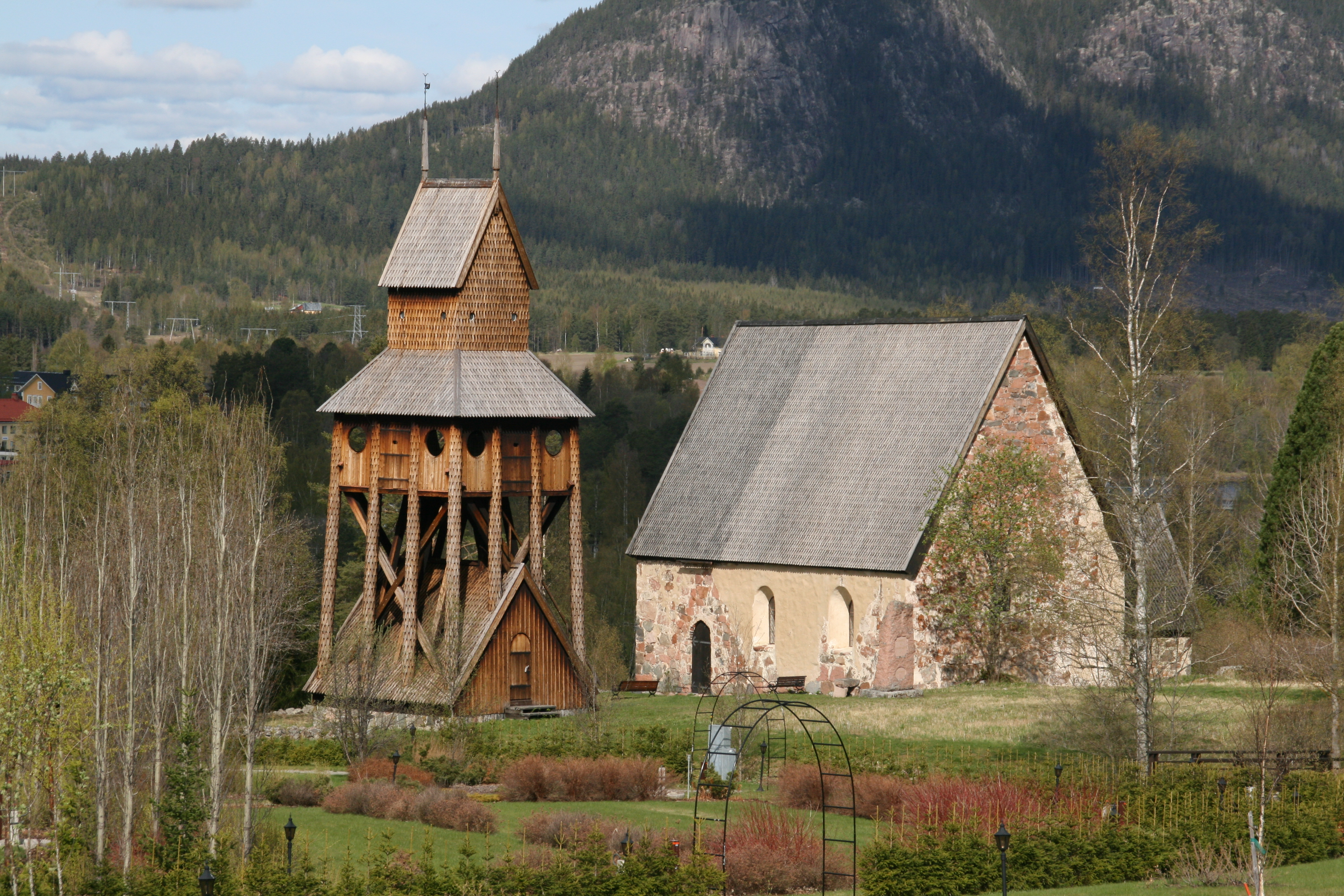
Kościółek z XIII w

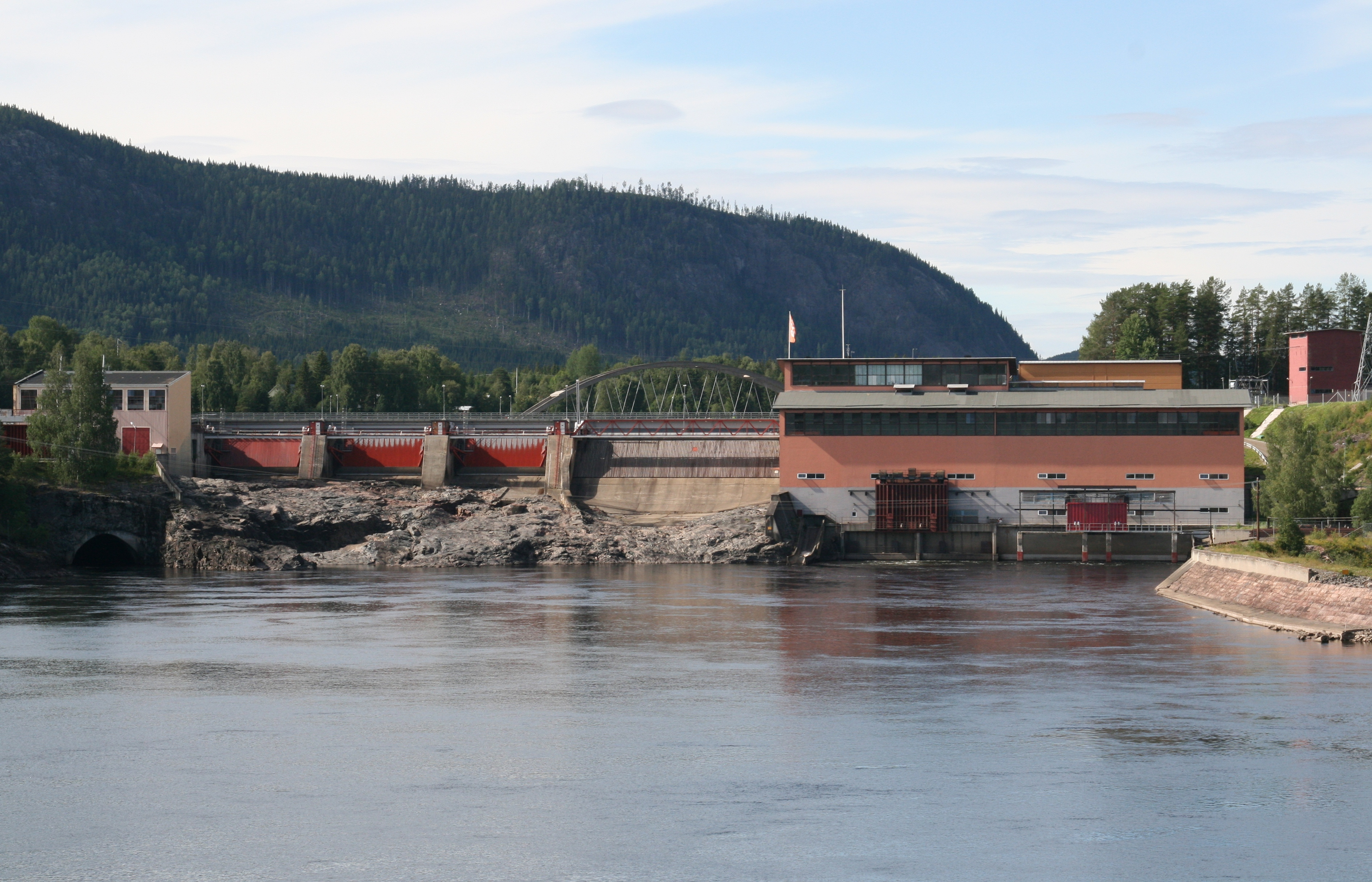
Elektrownia wodna Hammarforsen